# باسيل دبليو. ديوك
باسيل دبليو. ديوك (بالإنجليزية: Basil W. Duke)‏ هو محامي وكاتب وضابط أمريكي، ولد في 28 مايو 1838 في جورجتاون في الولايات المتحدة، وتوفي في 16 سبتمبر 1916 في نيويورك في الولايات المتحدة.